# Бейкер, Ди Брэдли
Ди Брэ́дли Бе́йкер (англ. Dee Bradley Baker) — американский актёр озвучивания. Наиболее известен благодаря озвучиванию рыбки Клауса в мультсериале «Американский папаша!» и героев «Аватара: Легенда об Аанге», «Легенда о Корре», кроме того, его голосом говорят сразу несколько персонажей мультсериала «Губка Боб Квадратные Штаны», Ночной Змей в видео-игре «Люди Икс: Легенды» и «Marvel: Ultimate Alliance». А также озвучивал персонажа Techies из игры «Dota 2»

## Биография
Бейкер родился в Блумингтоне, Индиана. Вырос в городе Грили, Колорадо. С 9 лет участвовал в мюзиклах, операх, пьесах и стэндап-комедиях. В своем интервью Бейкер рассказал, что с детства был поклонником «Звездного пути», «Звездных войн», Фрэнка Заппы, «Планеты обезьян», и также любил насекомых, членистоногих и динозавров. Он окончил Высшую школу университета и получил стипендию Ботчера. Он учился в колледже Колорадо в Колорадо-Спрингсе, где изучал философию, биологию, искусство и немецкий язык, последний из которых он учил за границей в течение года в университете Геттингена. После получения степени бакалавра в области философии и искусства, он был вовлечён во многие театральные проекты сообщества в жанре скетч, которые транслировались на местном общественном телевидении.

### Карьера
В 1989 году Бейкер переехал в Орландо, чтобы работать над импровизационной комедией-скетчем «The Anacomical Players» в павильоне «Чудеса жизни» Центра EPCOT, также присоединился к различным проектам компаний Disney and Universal Studios. Его первым значимым опытом на национальном телевидении был игровой сериал на канале Nickelodeon «Легенды о спрятанном храме», где он был не только диктором, но и гигантским говорящим каменным богом Ольмеком. Он изобразил Ольмека со «звонким, громким, богоподобным голосом». Шоу включало три сезона и 120 эпизодов. После того, как Кирк Фогг переехал в Лос-Анджелес, Бейкеру посоветовали переехать туда также.
Бейкер переехал в южную Калифорнию как раз к землетрясению в Нортридже. Он занялся работой голоса за кадром; его первый значимый персонаж была Корова из мультфильма «Коровы & Цыплята». Первым художественным фильмом, в котором Бейкер дебютировал как актер озвучки был «Space Jam», где он озвучивал персонажей Даффи Дака и Таза. Он также работал для различных эпизодических ролей и озвучивал анимационных персонажей из «Реальных Приключений Джонни Кста», «Джонни Браво», «Лаборатории Декстера», «Губки Боба Квадратные Штаны» и «Суперкрошек». Он озвучивал главных персонажей во втором сезоне «Детенышей Джунглей».
В 2001 он озвучивал персонажей для мультсериала «Волшебные Покровители» и играл отца Мэнди в «Ужасные приключения Билли и Мэнди». Совместно с другими актерами он стал coучредителем и диктором Магазина телевикторины, , который включал несколько сотен эпизодов, производства Stone Stanley Entertainment. У него также была роль Фила Берга в комедии Nickelodeon «Путешествие Аллена Стрэнджа», где он играл сумасшедшего журналиста, который пытался выставить Аллена пришельцем из космоса.
Бейкер озвучивал Поросёнка Джорджа в фильме «Мой Братец Бейб». Он также был также связан с несколькими телешоу для детей, включая: «Даша-путешественница», где он издавал звуки животных, «Клуб Микки-Мауса», «Любопытный Джордж», «Мои друзья Тигруля и Винни» и «Джейк и Пираты Нетландии». За пределами телевидения он озвучивал говорящего попугая капитана Джека Воробья из «Пиратов Карибского моря» в Диснейленде.
В 2007 году Бейкер получил ведущую роль Перри Утконоса в диснеевском мультфильме «Финес и Ферб». В одном из интервью Бейкер упомянул, что, когда он прослушивался на эту роль, его попросили обеспечить три различных звука, независимо от того, походили ли они на звуки, которые издает утконос, отобранный в качестве характерного звука Перри. В 2014 персонаж Перри был номинирован на премию Kids Choice Awards за лучшее воплощение атмосферы дружбы.
В 2005 году Бейкер получил роль Клауса Хейслера, Олимпийского лыжника из Германии, который обменялся телом с золотой рыбкой. В интервью с Попом Бриком Бейкер сказал, что ему понравилось играть Клауса, потому что он любит немецкий язык, и ему было проще озвучивать персонажа. В дополнение к телешоу Бейкер сыграл во многих мультипликационных фильмах и фильмах мультипликации с живыми актёрами, включая некоторых классических призрачных монстров, у него была роль Мориса в Делай ноги, а также участие в Скуби-Ду! Мистическая Корпорация.
Он был также голосом Бобы Фетта в "Звёздные Войны: Приключения продолжаются". В эпизоде «Это — Ловушка!», пародии на фильм "Возвращение Джедая", он озвучил Клауса, как Адмирала Акбара. В 2021 он повторил роль клонов в спин-оффе Войны Клонов "Бракованная Партия", включая группу экспериментальных клонов.
Также он озвучивал игры Cartoon Network и Nickelodeon. Его голос звучит у Grave mind в Halo 2 и Halo 3, и главный герой в Viewtiful Joe. Он обеспечил звуки существ для видеоигры Spore, которая позволяет игрокам создавать и развивать свои собственных существ.
В 2014 Бейкер продолжал участвовать в Американском Папаше, Гравити Фолз, и озвучивал четвертый сезон Легенды о Корре. Он озвучивал Простачка в мультсериале Диснея "7 Гномов"; Шпрота, Колёсика в фильме Семейка Монстров. В видеоигре Lego Batman 3: Beyond Gotham его голосом звучит Брейниак. Он озвучил Джорджа Клуни и его собаку в серии «Оживленный Эпизод» телевизионного сериала Красотки в Кливленде.
Бейкер появлялся на различных панелях Комик Кона «против» и на других фестивалях, где он в основном говорит об озвучке. Он ведёт веб-сайт, где отвечает на вопросы, касаемые озвучки. Актёры Озвучки Стив Блум и Роб Полсен сказали, что на этом сайте много полезных данных для того, чтобы попасть в озвучку.

## Личная жизнь
Бейкер встретил свою жену Мишель в Колорадо, когда они участвовали в создании детского театра в Центре Искусств Колорадо-Спрингса. В 1990 они поженились и на данный момент имеют двоих детей: сына Джоси и дочь Кору. Также у него есть младшая сестра Ли-Эллин Бейкер. Они живут в Лос-Анджелесе. Помимо основной работы — озвучивания персонажей, Бейкер занимается фотографированием, в основном делая снимки цветков и насекомых.

## Фильмография
Ди Бейкер подарил свой голос героям мультсериалов Команда Нашего Двора, Коровка и Петушок, Время приключений с Финном и Джейком, Halo, игр Batman: Arkham City, Dota 2, Gears of War, Portal 2 и Left 4 Dead 2, серии фильмов Бен 10 и т. д.
Озвучивание зарубежных мультфильмов:
| Год       | Фильм                                              | Персонаж |
| --------- | -------------------------------------------------- | --- |
| 1991-2000 | Ох уж эти детки!                                   | |
| 1992      | Порко Россо                                        | |
| 1992-1994 | Человек-паук                                       | |
| 1995      | Repentance (2019)                                  | |
| 1995      | No Smoking!                                        | |
| 1996      | Невероятные приключения Джонни Квеста              | |
| 1999-…    | Губка Боб Квадратные Штаны                         | Сквильям Фэнсисон, Баббл Басс, Перч Перкинс, Нат Петерсон, Гарольд, эпизодические персонажи                                    |
| 2004-2008 | Герои Хигглитауна                                  | Дедушка Кранк/Парень-Пицца/Дядя Зутер                                                                                          |
| 2005-2008 | Аватар: Легенда об Аанге                           | Аппа/Moмo |
| 2005      | Американский папаша                                | Клаус Хайсслер |
| 2006-2009 | На замену                                          | Эйс Палмеро, Губер, Джонни Хитсвелл                                                                                            |
| 2007-2015 | Финес и Ферб                                       | Перри Утконос/Агент «Пи», эпизодические персонажи                                                                              |
| 2007-2011 | Рога и копыта. Возвращение                         | Бигфут |
| 2008      | Мои друзья Тигруля и Винни: Мюзикл волшебного леса | Щенок Бастер |
| 2008-2020 | Звёздные войны: Войны клонов                       | Клоны, Сэси Тиин, Онаконда Фарр, Босск, Оруба Хатт, Зитон Модж, Russo-ISC, Биф, королева Карина, адмирал Тренч, Ти Ва, Тай-Сен |
| 2009      | The Goode Family                                   | Che |
| 2009      | Захватывающий мир Эль Супербеасто                  | Зомби-нацист, голова Гитлера                                                                                                   |
| 2011-2015 | Клуб Винкс                                         | Кико, Визгиз |
| 2011      | Финес и Ферб: Покорение 2-го измерения             | Перри-Утконос/агент Пи/Перри-Уткоборг                                                                                          |
| 2011-2012 | ThunderCats                                        | Slythe, Ro-Bear-Bill |
| 2011      | Шоу Луни Тюнз                                      | Полковник Франкенхаймер |
| 2012      | Мстители: Величайшие герои Земли                   | Рид Ричардс/Мистер Фантастик                                                                                                   |
| 2012-2014 | Аватар: Легенда о Корре                            | Уги/Пабу/Нага/Тарлок/Поки/Бум-Мла/Мула/Лефти/Перчик                                                                            |
| 2012-2016 | Гравити Фолз                                       | Поросёнок Пухля |
| 2013-2020 | Вселенная Стивена                                  | Лев/Жуконожка |
| 2014-2018 | Звёздные Войны: Повстанцы                          | Рекс, Вольф, Грегор, Кассиус Константин                                                                                        |
| 2016-2019 | Закон Майло Мерфи                                  | Со́бак, Перри Утконос/Агент «Пи», Дерек, Джош, Джерри, поросенок Лолы Сандергард                                                |
| 2017-2020 | Новые Луни Тюнз                                    | Даффи Дак/Белка Сквикс/Белый медведь/Дантист                                                                                   |
| 2019-2022 | Зелёные яйца и ветчина                             | Кураф |
| 2020      | Кипо и Эра Чудесных Зверей                         | Манду |
| 2020      | Финес и Ферб: Кэндис против Вселенной              | Перри Утконос/Агент «Пи» |
| 2021-2024 | Звёздные Войны: Бракованная партия                 | Бракованная партия, клоны |